# Belat
Der Belat ist ein starker Landwind an der Südküste der Arabischen Halbinsel (im Süden Saudi-Arabiens und in Oman). Er ist ein relativ kühler, staub- und sandführender Wind und weht hauptsächlich aus Nord bis Nordwest. Der Belat tritt hauptsächlich in der Zeit von Mitte Dezember bis Mitte März auf.